# ندیدی کانو
ندیدی کانو (انگلیسی: Ndidi Kanu؛ زادهٔ ۲۶ اوت ۱۹۸۶) بازیکن فوتبال اهل نیجریه است.
از باشگاه‌هایی که در آن بازی کرده‌است می‌توان به باشگاه فوتبال ادنسه اشاره کرد.